# Agrias rogeri
Agrias rogeri är en fjärilsart som beskrevs av Le Moult 1931. Agrias rogeri ingår i släktet Agrias och familjen praktfjärilar. Inga underarter finns listade i Catalogue of Life.